# Octaviano Obregón
Octaviano Obregón y Gómez  (León, 22 de marzo de 1782 - circa 1815) fue un militar, minero, abogado novohispano. Fue oidor honorario de la Real Audiencia de México. En 1810, fue elegido diputado en representación de la provincia de Guanajuato a las Cortes de Cádiz.

## Semblanza biográfica
Fue hijo del procurador general Ignacio Obregón y de Rosalía Gómez Gaona. Su familia estaba emparentada con el conde de la Valenciana Antonio Obregón y Alcocer. Durante la crisis política en México de 1808 su padre apoyó al virrey José de Iturrigaray siendo herido el 15 de septiembre de 1808 en los acontecimientos del golpe de Estado orquestado por Gabriel de Yermo, muriendo a consecuencia de ello en Guanajuato.
Octaviano fue abogado, minero y militar logrando obtener el rango de coronel. Estuvo a punto de casarse con Leona Vicario debido a que el tutor de ella la había comprometido con él en matrimonio, sin embargo, en diciembre de 1810 Octaviano viajó a España al ser nombrado diputado en representación de la provincia de Guanajuato a las Cortes de Cádiz. Perteneció a diversas comisiones.